# Tommy Noonan

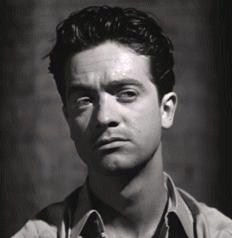
Tommy Noonan in Dick Tracy (alias Dick Tracy, Detective) 1945

Tommy Noonan (* 29. April 1921 in Bellingham, Washington; † 24. April 1968 in Woodland Hills, Los Angeles) war ein US-amerikanischer Schauspieler, Komödiant, Drehbuchautor und Regisseur.

## Leben
Noonan begann seine schauspielerische Karriere in den späten 1930er Jahren an der Seite seines Halbbruders John Ireland an verschiedenen Theatern und in Filmproduktionen. Über Ireland lernte er den Unterhaltungskünstler Peter Marshall kennen, mit dem er in den 1950er Jahren das Komikerduo Noonan and Marshall gründete. Erfolgreich traten die beiden in Nachtclubs, TV-Shows und Filmen wie Starlift (1951) auf. Das Duo trennte sich Anfang der 1950er Jahre. Beide Schauspieler verfolgten nun ihre eigene Karriere.
Noonan trat bis in die 1960er Jahre in verschiedenen A- und B-Movies auf. Seine größten Erfolge hatte er 1953 in der Nebenrolle des liebenswürdigen Millionärssohn Gus Esmond in dem Kinohit Blondinen bevorzugt an der Seite von Marilyn Monroe sowie 1954 in dem Musical Ein neuer Stern am Himmel. Weitere Rollen folgten u. a. in Sensation am Sonnabend (1955) oder in Die große und die kleine Welt (1956), jedoch ohne nennenswerten Erfolg.
In den folgenden Jahren trat er zunehmend auch als Autor und Produzent seiner Filme auf. Erwähnenswert ist der Spielfilm Promises! Promises! mit dem Filmstar Jayne Mansfield in der Hauptrolle. Mansfield trat in einigen Szenen nackt vor die Kamera und sorgte damit für einen Skandal, auch erschienen Standfotos des Films im Playboy. Der Film erfuhr mediale Beachtung und wurde durchaus ein Erfolg an den Kinokassen.  Für seinen nächsten Film 3 Nuts in Search of a Bolt setzte er wieder auf den offenherzigen Einsatz seiner Hauptdarstellerin, diesmal sorgte Sexbombe Mamie Van Doren für Anzüglichkeiten auf der Kinoleinwand.
1967 hatte Noonan einen Gastauftritt in der erfolgreichen Fernsehsendung Batman und in Cottonpickin' Chickenpickers seinen letzten Filmauftritt.
Von 1947 bis 1952 war er mit der Schauspielerin Lucile Barnes verheiratet, das Paar hatte zwei Kinder. Nach seiner Scheidung heiratete er Carole Langley, aus dieser Ehe gingen vier Kinder hervor. Sein Halbbruder John war mit dem Western-Star Joanne Dru verheiratet, deren Bruder Peter Marshall war. Tommy Noonan starb 1968 an einem Gehirntumor.

## Filmografie (Auswahl)
- 1938: Teufelskerle (Boys Town)
- 1945: George White's Scandals
- 1945: Dick Tracy
- 1946: Morgen und alle Tage (From This Day Forward)
- 1947: Born to Kill
- 1947: Riffraff
- 1948: Open Secret
- 1949: Ich erschoß Jesse James (I Shot Jesse James)
- 1949: Ring frei für Stoker Thompson (The Set-Up)
- 1949: Die Menschenfalle (Trapped)
- 1949: Kesselschlacht (Battleground)
- 1949: Ehekrieg (Adam’s Rib)
- 1950: Die Rückkehr von Jesse James (The Return of Jesse James)
- 1950: Holiday Rhythm
- 1951: Mädchen im Geheimdienst (FBI Girl)
- 1951: The Model and the Marriage Broker
- 1953: Blondinen bevorzugt (Gentlemen Prefer Blondes)
- 1954: Ein neuer Stern am Himmel (A Star Is Born)
- 1955: Sensation am Sonnabend (Violent Saturday)
- 1955: How to Be Very, Very Popular
- 1956: Die große und die kleine Welt (The Ambassador’s Daughter)
- 1956: Fanfaren der Freude (The Best Things in Life Are Free)
- 1956: Na, na, Fräulein Mutti (Bundle of Joy)
- 1957: The Girl Most Likely
- 1959: The Rookie (auch Drehbuchautor & Produzent)
- 1961: Swingin' Along
- 1961: Perry Mason (Fernsehserie, Folge 5x05)
- 1963: The Real McCoys (Fernsehserie, Folge 6x25)
- 1963: Promises! Promises! (auch Drehbuchautor & Produzent)
- 1964: 3 Nuts in Search of a Bolt (auch Regisseur, Drehbuchautor & Produzent)
- 1966: Meine drei Söhne (My Three Sons, Fernsehserie, Folge 7x11)
- 1967: Batman (Fernsehserie, Folge 2x54)
- 1967: Cottonpickin' Chickenpickers
- 1967: Gomer Pyle: USMC (Gomer Pyle, Fernsehserie, Folge 4x01)